# Assessor (Produktpolitik)
Das Assessor-Modell ist ein Simulationsmodell, welches dabei hilft, den zukünftigen Marktanteil eines neuen Produktes zu prognostizieren. Der Schwerpunkt des Modells liegt dabei auf der Modellierung von Wiederholungskäufen. Dementsprechend bezieht sich das Modell auf Verbrauchsgüter, deren regelmäßige Wiederholungskäufe ausschlaggebend für den Erfolg des Produktes sind. Assessor eignet sich weniger für Situationen instabiler Marktverhältnisse und den sich daraus schnell verlagernden Konsumentenpräferenzen.

## Ablauf
Zuerst werden Testpersonen zu einem Laborexperiment, in Form einer Testmarktsimulation, eingeladen.
Beim ersten Schritt erfolgt eine Bewertung bereits auf dem Markt existenter Produkte, den Wettbewerbern des neuen Produktes, unter Offenlegung der Produktwahlpräferenzen. 
Im zweiten Schritt bekommen die Testpersonen das neue Produkt, unter Verwendung des gleichen Kommunikationskonzepts, vorgestellt. Danach geben die Testpersonen erneut ihre Produktwahlpräferenzen, unter Berücksichtigung des neuen Produktes, ab. Durch den Vergleich der so gewonnenen Marktanteile und der Annahme, dass ein gewisser Prozentsatz der Personen das neue Produkt langfristig wiederkaufen würde, kann die Marktanteilsprognose bestimmt werden.

## Struktur des Modells
Durch die Kombination zweier Teilmodelle, dem Trial-Repeat-Modell und dem Präferenzmodell, welche unabhängig voneinander Marktanteilsschätzungen abgeben, prognostiziert das Modell den langfristigen Marktanteil {\displaystyle M(*)} des neuen Produktes. Dieser besteht aus dem Mittelwert beider Schätzungen der Teilmodelle. Dabei geht man davon aus, dass der zukünftige Marktanteil eines neuen Produktes aus einer Erstkaufrate und einer Wiederkaufrate besteht.

### Trial-Repeat-Modell
Das Trial-Repeat-Modell geht von der Formel:
{\displaystyle M(*)=T\cdot S}

zur Schätzung des Marktanteils {\displaystyle M} aus. Dabei stellt {\displaystyle T} die Erstkaufrate und {\displaystyle S} die Wiederkaufrate dar.
Die Erstkaufrate {\displaystyle T} besteht aus der Versuchskaufwahrscheinlichkeit {\displaystyle F}, dem Bekanntheitsgrad {\displaystyle K}, der Erhältlichkeit am Verkaufsort {\displaystyle D}, der Wahrscheinlichkeit, dass ein Kunde das neue Produkt auf Basis eines Coupons (Gutscheins) gratis erhält {\displaystyle C} und einer bedingten Wahrscheinlichkeit, dass der Kunde das gratis erhaltene Produkt tatsächlich ausprobiert {\displaystyle U}:
{\displaystyle T=(F\cdot K\cdot D)+(C\cdot U)-(F\cdot K\cdot D)\cdot (C\cdot U)}
Der letzte Term muss subtrahiert werden um diejenigen Kunden abzuziehen, die mit und ohne Coupon das neue Produkt kaufen. Diese würden ohne Subtraktion doppelt gezählt werden.
Die Wiederkaufrate {\displaystyle S} besteht aus der, in der Testmarktsimulation beobachteten, Übergangswahrscheinlichkeit von einem etablierten Produkt auf das neue Produkt {\displaystyle P01} und der Wiederkauf-Wahrscheinlichkeit für die erneute Wahl des neuen Produktes {\displaystyle P11}
{\displaystyle S={\frac {P01}{1+P01-P11}}}

### Präferenzmodell
Beim Präferenzmodell werden Daten verarbeitet, die aus paarweisen Vergleichen einzelner, schon bestehender, Produkte mit dem neuen Produkt generiert werden.
Die Probanden {\displaystyle i\ (i=1,\dotsc ,N)} nehmen hierfür, im ersten Durchlauf, eine Anzahl schon bestehender Produkte {\displaystyle I\ (I=1,\dotsc ,k)} in eine Art Produkt-Präferenzliste auf, woraufhin immer zwei dieser Produkte miteinander verglichen und anschließend mit Hilfe eines arithmetischen Mittels die Kaufwahrscheinlichkeit {\displaystyle \alpha i(I)} ermittelt werden.
Nach dem ersten Durchlauf werden die Probanden einer simulierten Kaufsituation ausgesetzt, in der sie sich entweder für oder gegen das neue Produkt entscheiden. Die Probanden {\displaystyle i\ (i=1,\dotsc ,n)}, die sich für das neue Produkt entschieden haben, werden die paarweisen Vergleiche nun noch einmal durchführen, diesmal aber unter Berücksichtigung des neuen Produktes. Sie werden wieder miteinander paarweise verglichen und man ermittelt die Kaufwahrscheinlichkeit {\displaystyle \beta i(I)}.
{\displaystyle E} ist der Anteil der Konsumenten, die sich für die neue Marke entschieden haben.
Für die schon bestehenden Marken ergibt sich:
{\displaystyle M_{1}(I)={\frac {1}{n}}\cdot \sum _{i=1}^{n}\beta i(I)}
{\displaystyle M_{2}(I)={\frac {1}{N-n}}\cdot \sum _{i=n+1}^{N}\alpha i(I)}
ein langfristig geschätzter Marktanteil von:
{\displaystyle M(I)=E\cdot M_{1}(I)+(1-E)\cdot M_{2}(I)}
Für das neue Produkt {\displaystyle *} ergibt sich:
{\displaystyle M_{1}(*)={\frac {1}{n}}\cdot \sum _{i=1}^{n}\beta i(*)}
ein langfristig geschätzter Marktanteil von:
{\displaystyle M(*)=E\cdot M_{1}(*)}